# Martin Heintel
Martin Heintel (* 8. Dezember 1967 in Wien) ist ein österreichischer Geograph. Er ist außerordentlicher Professor am Institut für Geographie und Regionalforschung der Universität Wien.

## Leben und Wirken
Heintel studierte Geographie an der Universität Wien und war im Anschluss als Assistent am Institut für Geographie und Regionalforschung der Universität Wien tätig. Die Promotion erfolgte 1996, die Habilitation 2004. Von 2006 bis 2007 war Heintel als Marshall Plan Chair (Professor of Economics and Regional Economic Development) an der University of New Orleans beschäftigt.
Er absolvierte Gastprofessuren unter anderem an der Hochschule Vechta (1999), der Universität Hannover (2001), der Ludwig-Maximilians-Universität München  (2003), der Babeș-Bolyai-Universität Cluj in Rumänien (2004), der Humboldt-Universität zu Berlin (2005), der Universität Salzburg (2006), der German University of Technology im Oman (2009) und der Hebrew University of Jerusalem (2019).
Heintel ist Sprecher des Österreichischen Verbandes für Angewandte Geographie (ÖVAG). Heintels Forschungsschwerpunkte liegen im Bereich Stadt- und Regionalforschung auf unterschiedlichen Maßstabsebenen. Der Fokus liegt dabei auf Fragestellungen zur Raumforschung und Raumordnung, Regionalentwicklung, -politik, -management, -planung und -beratung, der Stadtforschung (Megacities, Quartiersentwicklung) und den Border Studies unter dem Aspekt der Governance. Der räumliche Fokus bezieht sich vorrangig auf die europäische Raumentwicklung (Europäische Union, Österreich und östl. Europa) sowie SO-Asien (v. a. Indonesien).
In der Lehre ist Heintel neben der Universität Wien an weiteren Universitäten im In- und Ausland als Lehrbeauftragter tätig gewesen (u. a.: RWTH Aachen University, Technische Universität Wien, Alpen-Adria-Universität Klagenfurt und der Donau-Universität Krems). Im Rahmen der postgraduierten Weiterbildung ist Heintel Teil des wissenschaftlichen Leitungsteams der Ausbildungsprogramme „Kooperative Stadt- und Regionalentwicklung“ am Postgraduate Center der Universität Wien.

## Auszeichnungen
- 2007: Leopold-Kunschak-Preis Wissenschaftspreis
- 1999: Förderungspreis der Österreichischen Geographischen Gesellschaft

## Publikationen (Auswahl)
- mit Y. Franz (Hrsg.): Kooperative Stadt- und Regionalentwicklung. (= UTB.. Band 5880). facultas, Wien 2022, ISBN 978-3-8252-5880-1.
- mit R. Musil und N. Weixlbaumer (Hrsg.): Grenzen; Theoretische, konzeptionelle und praxisbezogene Fragestellungen zu Grenzen und deren Überschreitungen. Springer VS, Wiesbaden 2018, ISBN 978-3-658-18432-2.
- E. Gruber, M. Heintel: Das Waldviertel – die ewige Abwanderungsregion? Perspektiven aus der Sicht der Regionalentwicklung. In: Das Waldviertel. 67. Jg., Heft 3, 2018, S. 427–438.
- mit A. Binder-Zehetner: Partizipation bewegt – BürgerInnen gestalten ihre Stadt. In: J. Fritz, N. Tomaschek (Hrsg.): In Bewegung; Beiträge zur Dynamik von Städten, Gesellschaften und Strukturen. (= University – Society – Industry. Band 7). Waxmann, Münster/New York 2018, ISBN 978-3-8309-3907-8, S. 27–38.
- mit M. Speringer, R. Bauer und J. Schnelzer: Multipler Benachteiligungsindex: Fallbeispiel Oberpinzgau. In: Mitteilungen der Österreichischen Geographischen Gesellschaft. 159. Jg., 2017, ISBN 978-3-901313-30-1, S. 173–198.
- mit L. Baumfeld und G. Brindlmayer: Partizipation in Wien7. In: Vierteljahreszeitschrift für Stadtgeschichte, Stadtsoziologie, Denkmalpflege und Stadtentwicklung. 43 Jg., Heft 3, 2016, S. 295–305.
- Urban and Regional Development in the Case of New Orleans... And a Tentative Public Policy Comparison between the USA and the EU. In: G. Bischof (Hrsg.): Regional Economic Development Compared: EU-Europe and the American South. Innsbruck University Press, 2014, S. 81–97.
- mit G. Spreitzhofer: Manila als Zentrum der Urbanisierung und Binnenmigration auf den Philippinen. In: Geographische Rundschau. Band 61, Heft 10, 2009, S. 14–19.
- Regional Governance: Modetrend oder brauchbare Theorie? In: Wirtschaft und Gesellschaft. 32. Jg., Heft 3, 2006, S. 345–367.
- mit G. Strohmeier, G. Dastl, S. Figl, C. Gamper und E. Klein: Nutzungsansprüche und Nutzungskonflikte im öffentlichen Raum am Beispiel der „Neubaugasse“ in Wien. In: Die Alte Stadt. 32. Jg., Heft 3, 2005, S. 227–245.
- Regionalpolitik in Österreich – Retrospektive und Perspektive. In: Österreichische Zeitschrift für Politikwissenschaft. (ÖZP), 33. Jg., Heft 2, 2004, S. 191–208.
- mit G. Spreitzhofer: Metropolitanregion Manila; Demographische und ökonomische Aspekte einer Funktionalen Primacy. In: asien afrika lateinamerika. Volume 30, Nr. 1, 2002, S. 31–48.
- mit G. Spreitzhofer und H. Wagner: Megacities. (= Segmente. Wirtschafts- und sozialgeographische Themenhefte. Heft 4). Ed. Hölzel, Wien 2001, ISBN 3-85116-223-4.
- Unterwegs ... Didaktische Aspekte von Exkursionen und Praktika. (= Zeitschrift für Hochschuldidaktik; Beiträge zu Studium, Wissenschaft und Beruf. Heft 2). Studienverlag, Innsbruck 1998, ISBN 3-7065-1357-9.